# Stichophthalma editha
Stichophthalma editha är en fjärilsart som beskrevs av Riley och Godfrey 1921. Stichophthalma editha ingår i släktet Stichophthalma och familjen praktfjärilar. Inga underarter finns listade i Catalogue of Life.